# AIM (album de M.I.A.)
 (août 2016).
Si vous disposez d'ouvrages ou d'articles de référence ou si vous connaissez des sites web de qualité traitant du thème abordé ici, merci de compléter l'article en donnant les références utiles à sa vérifiabilité et en les liant à la section « Notes et références ».
Pour les articles homonymes, voir AIM.
Albums de M.I.A.
Matangi
(2013)
Singles
1. Swords
Sortie : 17 août 2015
2. Borders
Sortie : 20 novembre 2015
3. Go Off
Sortie : 15 juillet 2016
4. Bird Song
Sortie : 12 août 2016
5. Freedun
Sortie : 2 septembre 2016

AIM (parfois stylisé A.I.M.) est le cinquième album studio de la chanteuse anglaise M.I.A.. Il est sorti le 9 septembre 2016 sur les labels Interscope et Polydor.
La chanteuse a dévoilé que AIM (dont le titre prévu initialement était Matahdatah) serait son dernier album,. Elle demande à l'activiste Sinthujan Varatharajah d'écrire un texte en faveur de la libération nationale tamoule à joindre à l'album.

## Liste des pistes
| No  | Titre                                             | Auteur            | Producteur(s) | Durée |
| --- | ------------------------------------------------- | ----------------- | ------------- | ----- |
| 1.  | Borders                                           | Maya Arulpragasam |               | 4:12  |
| 2.  | Go Off                                            | M. Arulpragasam   |               | 3:04  |
| 3.  | Bird Song (Blaqstarr Remix) (featuring Blaqstarr) | M. Arulpragasam   |               | 3:00  |
| 4.  | Jump In                                           | M. Arulpragasam   |               | 2:23  |
| 5.  | Freedun (feat. Zayn Malik)                        | M. Arulpragasam   |               | 4:42  |
| 6.  | Foreign Friend                                    | M. Arulpragasam   |               | 4:23  |
| 7.  | Finally                                           | M. Arulpragasam   |               | 3:01  |
| 8.  | A.M.P. (All My People)                            | M. Arulpragasam   |               | 3:21  |
| 9.  | Ali R U OK?                                       | M. Arulpragasam   |               | 3:30  |
| 10. | Visa                                              | M. Arulpragasam   |               | 2:51  |
| 11. | Fly Pirate                                        | M. Arulpragasam   |               | 2:25  |
| 12. | Survivor                                          | M. Arulpragasam   |               | 3:00  |

| 13. | Bird song (Diplo Remix) (featuring Diplo)           | 3:21 |
| 14. | New International Sound Pt. 2 (featuring GENER8ION) | 3:25 |
| 15. | Swords                                              | 2:25 |
| 16. | Talk                                                | 2:15 |
| 17. | Platforms                                           | 2:56 |